# Myrtle Beach
Myrtle Beach è una città di 35 682 abitanti degli Stati Uniti d'America situata nella contea di Horry nello Stato della Carolina del Sud. Si trova nell'omonima area metropolitana.